# Лукс (шнява)
«Лукс», «Лукас» или «Рысь» — шнява Балтийского флота Русского царства, одна из шняв типа «Мункер», построенных по чертежам Петра I, участник Северной войны 1700—1721 годов. Шнява находилась в составе флота с 1705 по 1710 год, использовалась для крейсерских плаваний в Финском заливе, принимала участие в действиях флота у Котлина и Кроншлота.

## Описание шнявы
Одна из десяти 14-пушечных шняв типа «Мункер», построенных по проекту Петра I. Длина шнявы по сведениям из различных источников составляла от 21,94 до 22 метров, ширина от 5,6 до 5,63 метра, а осадка от 2,4 до 2,44 метра. Вооружение судна состояло из четырнадцати 3-фунтовых орудий, а экипаж из 70-и человек.
Парусное вооружение шняв типа «Мункер» было создано по чертежам И. Д. Кочета, при этом при вступлении в строй головное судно проекта «Мункер» было одним из самых быстроходных в составе российского флота.

## История
Шнява «Лукс» была заложена на стапеле Олонецкой верфи 1 (12) ноября 1704 года.  Строительство судна по чертежам Петра I вели кораблестроители Вилим Шленграф и Томас Изес. 9 (20) апреля 1705 года олонецкий губернатор И. Я. Яковлев писал князю А. Д. Меншикову:

На болшом фрегате и на шнавах окны зделаны и каюты накрыты и сторон выконопатя починают внутри делать что надлежит.— Письмо И. Я. Яковлева — А. Д. Меншикову от 9 (20) апреля 1705 года с Олонецкой верфи
В отчете Петру I 14 (25) апреля 1705 года И. Я. Яковлев писал следующее:

Также, государь, и шнавы к отделке идут и выконопачены, и каюты доделывают; на гакабортах и на окнах резба прибита...  И как вышеозначенные суды в одделке будут, и на воду, также и в Санктъпитербурх провадить, о сем просим твоего, государь, повеления.— Письмо И. Я. Яковлева — Петру I от 14 (25) апреля 1705 года с Олонецкой верфи
После спуска на воду 7 (18) июня 1705 года шнява вошла в состав Балтийского Флота России. В июне и июле того же года судно было переведено с верфи в Санкт-Петербург и вошло в состав эскадры под командованием Корнелиуса Крюйса у Кроншлота.
Принимала участие в Северной войне 1700—1721 годов. С 1706 по 1709 год ежегодно с апреля по октябрь в составе эскадр выходила из Санкт-Петербурга к острову Котлин на Кронштадтский рейд для защиты острова и форта Кроншлот, а также для обучения экипажа. Периодически находилась в крейсерских плаваниях в Финском заливе.
По окончании службы после 1710 года шнява «Лукс» была разобрана.

## Командиры шнявы
Командирами шнявы «Лукс» в разное время служили:
- капитан Ю. Сал (1705—1706 год)[13];
- капитан-поручик X. Гаук (1707 год)[14].

### Комментарии
1. ↑  Также в серию входили шнявы «Мункер», «Сант-Яким», «Копорье», «Ямбург», «Дегас», «Фалк», «Снук», «Феникс» и «Роза»[1].
2. ↑  72 фута[2].
3. ↑  18 футов 6 дюймов[2].
4. ↑  8 футов[2].
5. ↑  Имеется ввиду фрегат «Олифант»[10].